# Malcorus pectoralis
Prínia-de-faces-ruivas ou felosa-de-faces-ruivas (Malcorus pectoralis) é uma espécie de ave da família Cisticolidae.
Pode ser encontrada nos seguintes países: Botswana, Namíbia e África do Sul. It is the only species in the genus Malcorus.
Os seus habitats naturais são: matagal árido tropical ou subtropical e campos de gramíneas subtropicais ou tropicais secos de baixa altitude.